# Lincoln Chafee
Lincoln Davenport "Linc" Chafee (nacido en Providence, 26 de marzo de 1953) es un político estadounidense de Rhode Island quien se ha desempeñado como alcalde de Warwick, Rhode Island, en el Senado de los Estados Unidos, y como el gobernador de 74.º Rhode Island.
Chafee entró en la política como un republicano en 1985 y su primer cargo de elección fue en el Warwick Ayuntamiento. Él es el hijo de republicano político John Chafee, quien se desempeñó como Gobernador 66.º de Rhode Island, el Secretario de la Marina de los Estados Unidos, y un senador de los EE. UU. de Rhode Island. Después de que John Chafee murió en 1999 mientras servía en el Senado de Estados Unidos, el gobernador de Rhode Island Lincoln Almond nombrado Lincoln Chafee para llenar el asiento de su padre en el Senado de Estados Unidos para el que fue elegido para un mandato completo en 2000 como candidato del Partido Republicano.
La tenencia de Chafee en el Senado de Estados Unidos se caracterizó por su apoyo a las políticas fiscales y sociales que a menudo se oponían a los promovidos por el Partido Republicano. Fue derrotado en su intento de reelección 2006 por el demócrata Sheldon Whitehouse. Posteriormente Chafee cambió su afiliación al Partido Demócrata por primera respaldar a Barack Obama en la elección presidencial de 2008, sirviendo como el copresidente de Obama 2012 la campaña de reelección, y luego cambiar por fin oficialmente su inscripción al Partido Demócrata en mayo de 2013. En 2015, buscó la nominación para ser el candidato demócrata en las Elecciones presidenciales de Estados Unidos de 2016, pero se retiró antes de las primarias.